# Oda Hidenobu
En aquest nom japonès, el cognom és Oda.
Oda Hidenobu (织田秀信, 1580 - 24 de juliol de 1605) va ser fill d'Oda Nobuto i va viure durant el període Azuchi-Momoyama a finals del segle xvi al Japó.

## Disputa de successió
Quan Oda Nobuto i Oda Nobunaga, el pare i avi de Hidenobu respectivament, van morir durant l'Incident a Honnō-ji el 1582, hi va haver una disputa sobre qui havia de governar el clan Oda. Toyotomi Hideyoshi donava suport a Hidenobu, mentre que Oda Nobutaka, oncle de Hidenobu era recolzat per Shibata Katsuie. Encara que Hidenobu només comptava amb 2 anys, va ser escollit com l'hereu del clan.

## Batalla de Sekigahara
Hidenobu va lluitar del costat d'Ishida Mitsunari durant la batalla de Sekigahara del 1600, durant la qual va controlar el castell Gifu, un punt estratègic important en els plans d'Ishida, tanmateix, va perdre durant els atacs d'Ikeda Terumasa i Fukusima Masanori al castell. Després de perdre en Sekigahara, els vassalls de Hidenobu van cometre seppuku al castell Gifu, que taca de sang dels pisos del que es convertiria més tard en el sostre del temple Sōfuku.